# Todiovití
Todiovití (česky také plochozobcovití, Todidae) je čeleď malých ptáků z řádu srostloprstých. Zahrnuje pouze pět druhů jednoho rodu. Žijí na Velkých Antilách. Živí se hmyzem (cvrčci, mouchy, brouci, motýli). Jsou monogamní. Hnízdí v norách v zemi, které si každoročně hloubí znovu, i když obývají stejné teritorium. Nálezy fosilního rodu Palaeotodus, který je také řazený do todiovitých, z oligocénu Francie a Německa poukazují na dřívější větší rozšíření čeledi.

## Seznam druhů
- todi širokozobý (Todus subulatus)
- todi pestrý (Todus multicolor)
- todi zelený (Todus todus)
- todi úzkozobý (Todus angustirostris)
- todi portorický (Todus mexicanus)